# Нарсіс Мунтуріол
Нарсі́с Мунтуріо́л-і-Астарріо́л (кат. Narcís Monturiol i Estarriol, інше можливе написання імені та прізвищ українською мовою — Нарсі́с Монтуріо́л-і-Естарріо́л, нар. 28 вересня 1819, Фігерас — пом. 6 вересня 1885, Сан-Марті-да-Прубансалс, зараз район Барселони) — каталонський та іспанський інженер, винахідник, художник та інтелектуал. 
Нарсіс Мунтуріол є конструктором перших підводних човнів з двигуном внутрішнього згоряння. Підводні човни винахідника «Ictíneo I» та «Ictíneo II» були першими повнофункціональними субмаринами, які не зазнали аварій під час плавання. 
Ідея побудувати свій перший підводний човен прийшла до Нарсіса Мунтуріола у 1857 році, коли він, спостерігаючи за роботою збирачів коралів, став свідком загибелі одного з робітників. Повернувшися після цього випадку до Барселони, Нарсіс Мунтуріол заснував компанію «Monturiol, Font, Altadill y Cia», яка взяла на себе витрати з побудови підводного човна.
Човен «Ictíneo I» було випробувано у порту Барселони у вересні 1859 року, а човен «Ictíneo II» — 20 травня 1865 року. Глибина, на яку занурювалися човни, склала 20 м та 30 м.
Нарсіс Мунтуріол також винайшов метод копіювання листів, безперервний принтер, швидкісну гармату, особливий метод збереження м'яса, механізм для виготовлення цигарок тощо.
У 1963 році у Барселоні відкрито пам'ятник; автор — Жузеп Марія Субіракс. 

## Фото

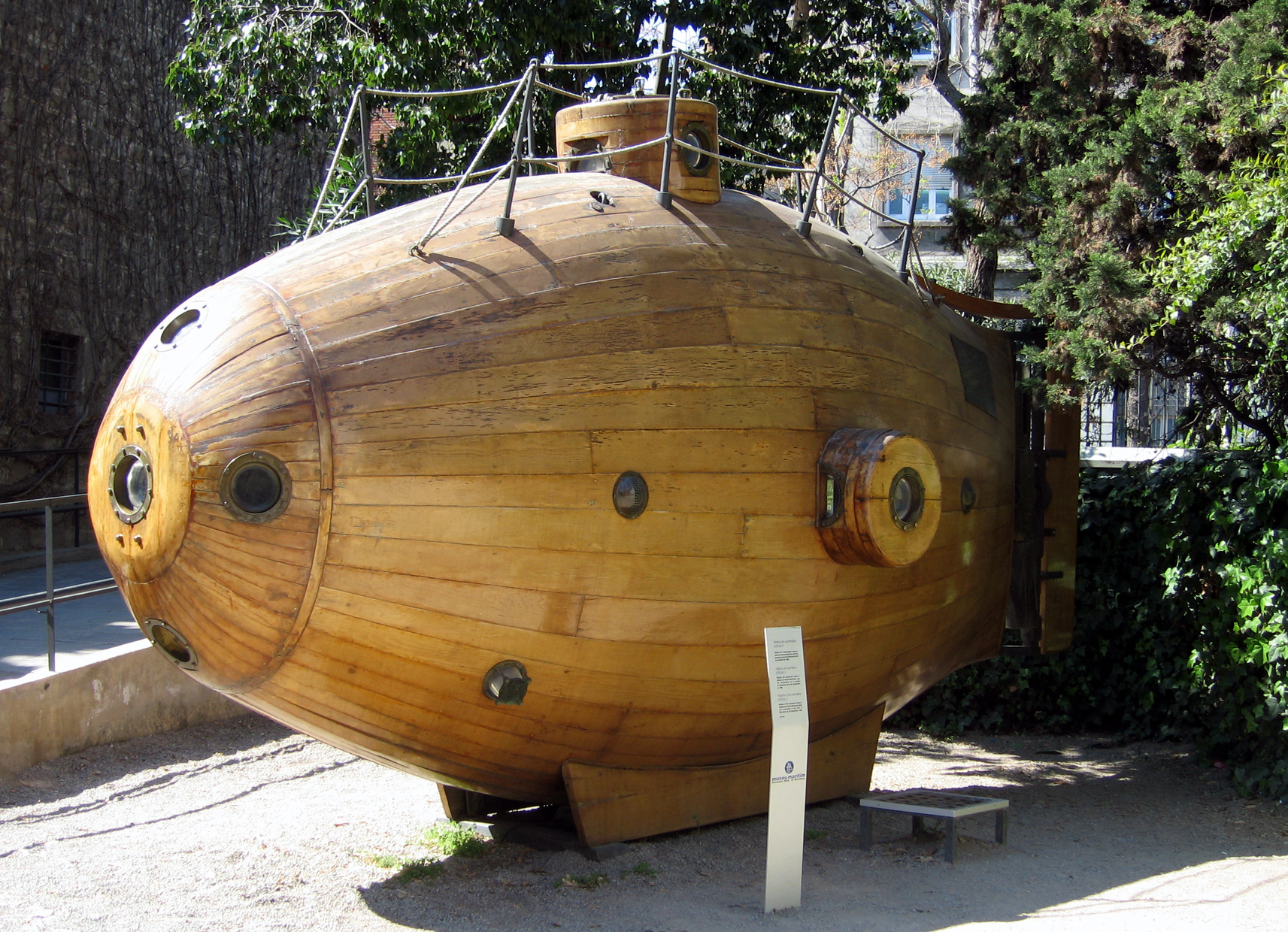
Копія «Ictíneo I», встановлена біля «Морського музею» у Барселоні
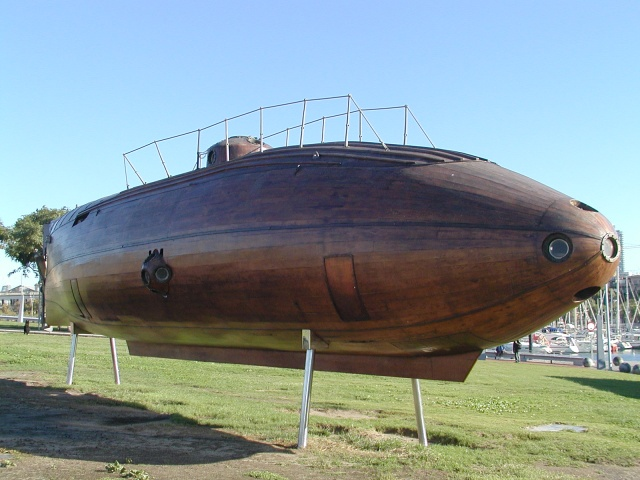
Копія «Ictíneo II», встановлена у барселонському порту
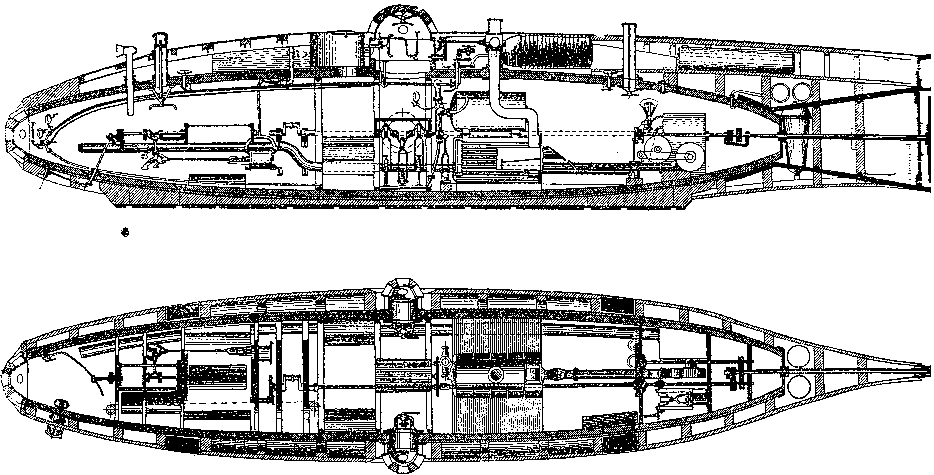
План підводного човна «Ictíneo»
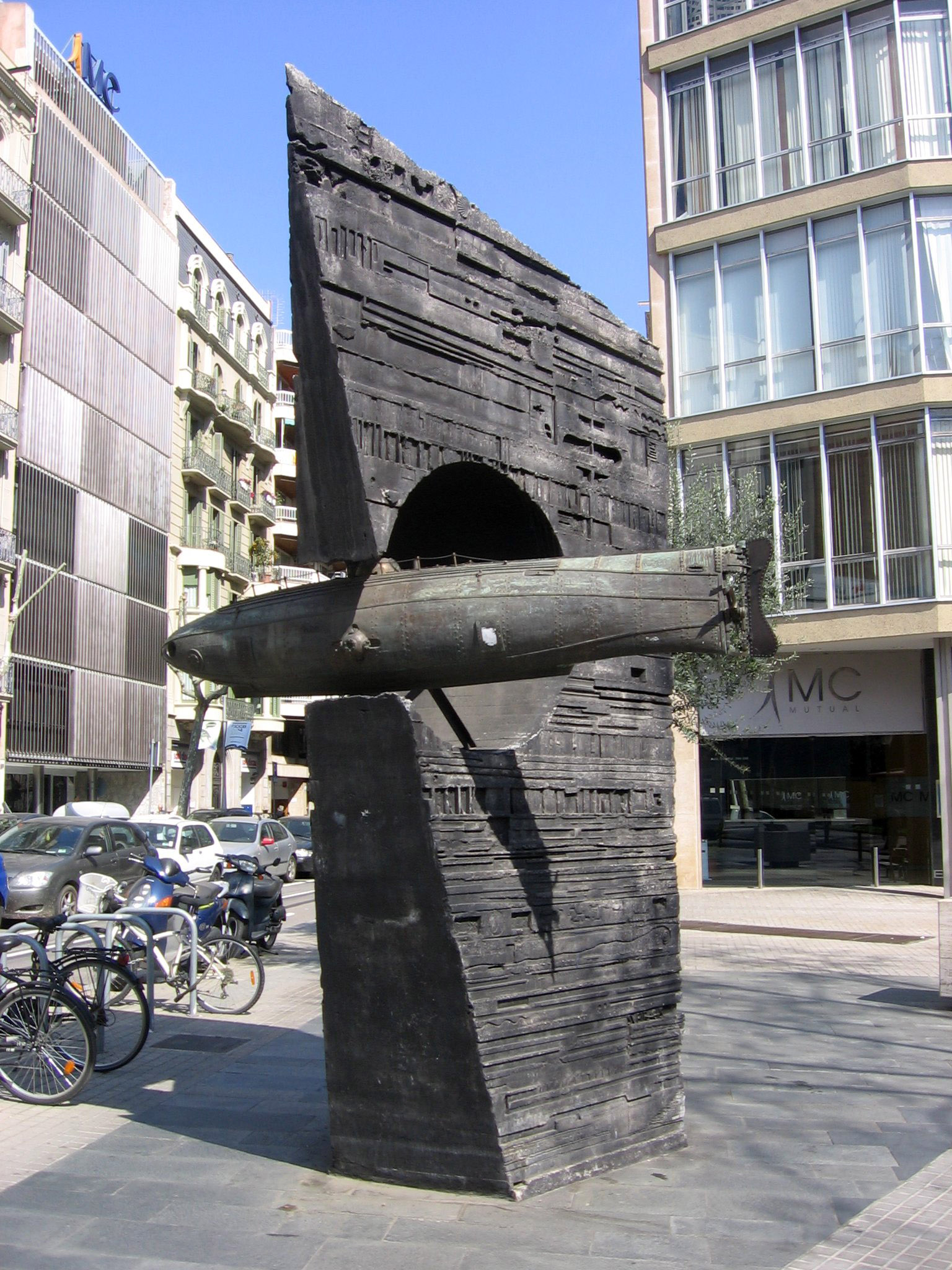
Пам'ятник Нарсісу Монтуріолю (1963) у Барселоні. Автор — Жузеп Марія Субіракс